# Придніпрянське (Кременчуцький район)
Придніпрянське (колишні назви — хутір Золотаревського, Безборошняні хутори, до 2016 — Дзержинське) — село в Україні, у Кременчуцькому районі Полтавської області. Входить до складу Кременчуцької міської громади. Населення становить 313 осіб. Колишній орган місцевого самоврядування — Потоківська сільська рада.

## Географія
Село Придніпрянське знаходиться в місці впадіння річки Псел в річку Дніпро, вище за течією річки Псел на відстані 2 км розташоване село Потоки, вище за течією річки Дніпро на відстані 2 км розташоване село Мала Кохнівка. Навколо села кілька відстійників і ставків рибогосподарств.